# Дидкиемское староство
Ди́дкиемское староство (лит. Didkiemio seniūnija) — одно из 14 староств Шилальского района, Таурагского уезда Литвы. Административный центр — деревня Дидкиемис.

## География
Расположено на западе Литвы, в южной части Шилальского района, на Западно-Жямайтском плато.
Граничит с Шилальским сельским староством на севере и востоке, Паюрисским — на западе и севере, а также Жигайчяйским и Мажонайским староствами Таурагского района — на юге.

## Население
Дидкиемское староство включает в себя 6 деревень.